# Canon EF 28-135 мм
Canon EF 28-135mm f/3.5-5.6 IS USM — зум-объектив для цифровых фотокамер Canon EOS, выпущенный в феврале 1998 года.

## Описание
Объектив имеет байонет EF, диапазон фокусных расстояний от 28 до 135 мм и диафрагму от f/3,5 на коротком фокусном расстоянии до f/5,6 на длинном.
Объектив оснащён стабилизатором изображения (IS), позволяющим значительно снизить размытость изображения, вызванную сотрясением рук.
В объективе применён кольцевой ультразвуковой мотор для быстрой и практически бесшумной автофокусировки.
При использовании c цифровыми однообъективными зеркальными фотоаппаратами с матрицей формата APS-C (кроп-фактор 1,6) эквивалентное фокусное расстояние объектива составляет от 45 до 216 мм.

## Аксессуары
- Диаметр резьбы для светофильтров — 72 мм.
- Бленда объектива EW-78BII.